# 아우디 Q3
아우디 Q3(Audi Q3)는 독일의 자동차 메이커 아우디가 생산 및 판매하는 스포츠 유틸리티 자동차이다. 폭스바겐 티구안과 플랫폼을 공용한다.

## 1세대(8U)

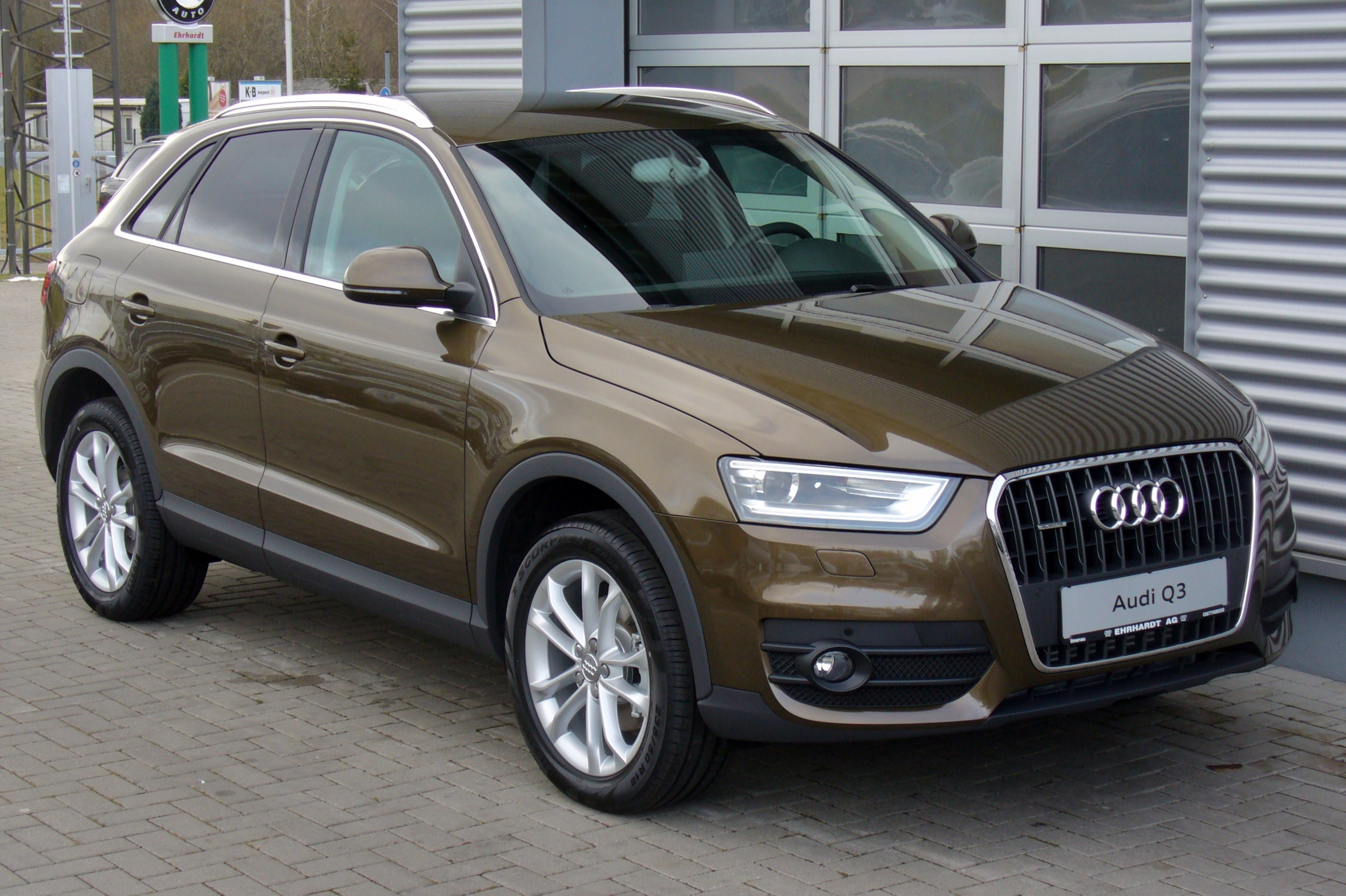
아우디 Q3(전기형) 정측면

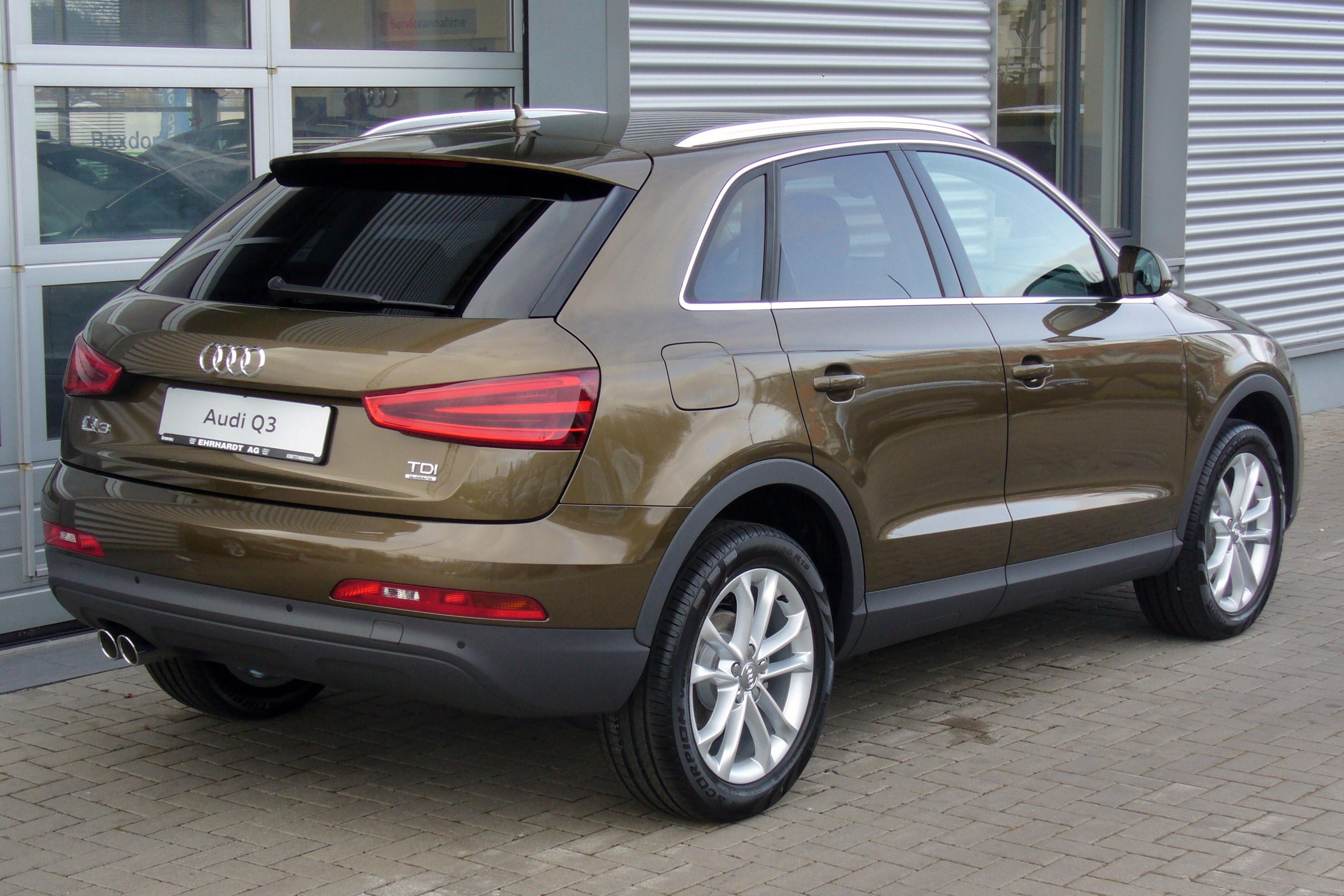
아우디 Q3(전기형) 후측면

2007년 5월에 상하이 모터쇼에서 크로스쿠페 콰트로 컨셉트라는 컨셉트 카로 공개되었고, 이를 바탕으로 한 양산형은 2011년 4월에 상하이 모터쇼에서 공개되어 같은 해 6월에 출시되었다. 1.4ℓ TFSI 가솔린 엔진과 2.0ℓ TFSI 가솔린 엔진, 2.0ℓ TDI 디젤 엔진이 장착되었다. 여기에 6단 수동변속기 또는 6단 자동변속기, 6단 S-트로닉, 7단 S-트로닉이 조합된다. 1.4ℓ TFSI 가솔린 엔진에는 6단 S-트로닉이 적용되나, 북아메리카 사양에는 일반적인 6단 자동변속기가 적용된다.
- 대한민국에서는 2012년 5월부터 수입되고 있고, 2.0ℓ TDI 디젤 엔진과 7단 S-트로닉을 맞물린 사양이 판매되었다.
- 2013년 3월에는 고성능 사양인 RS Q3이 공개되었다. RS Q3는 2.5ℓ TFSI 가솔린 엔진이 장착되었다.
- 2014년 11월에는 페이스리프트를 거쳤다.

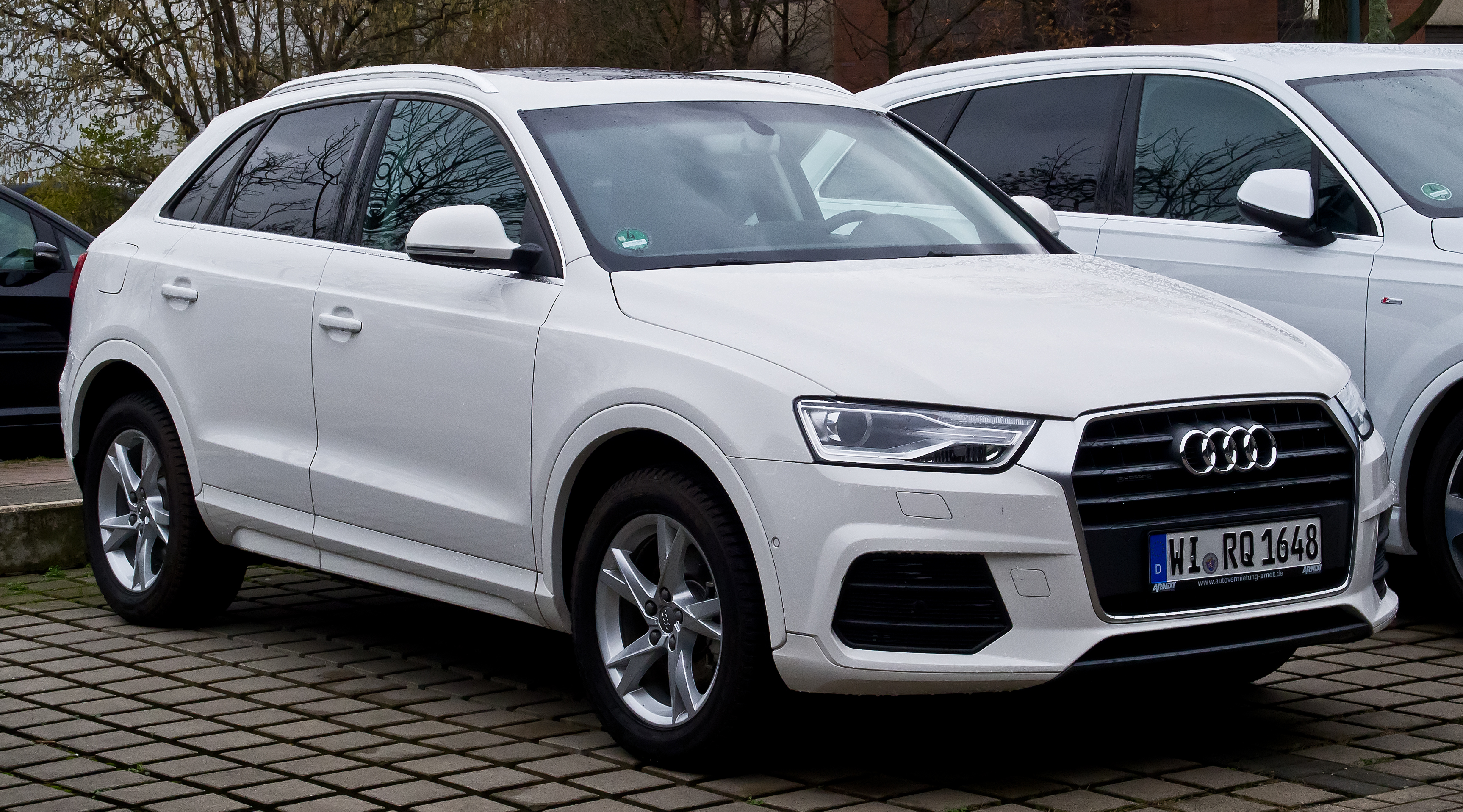
아우디 Q3(후기형) 정측면
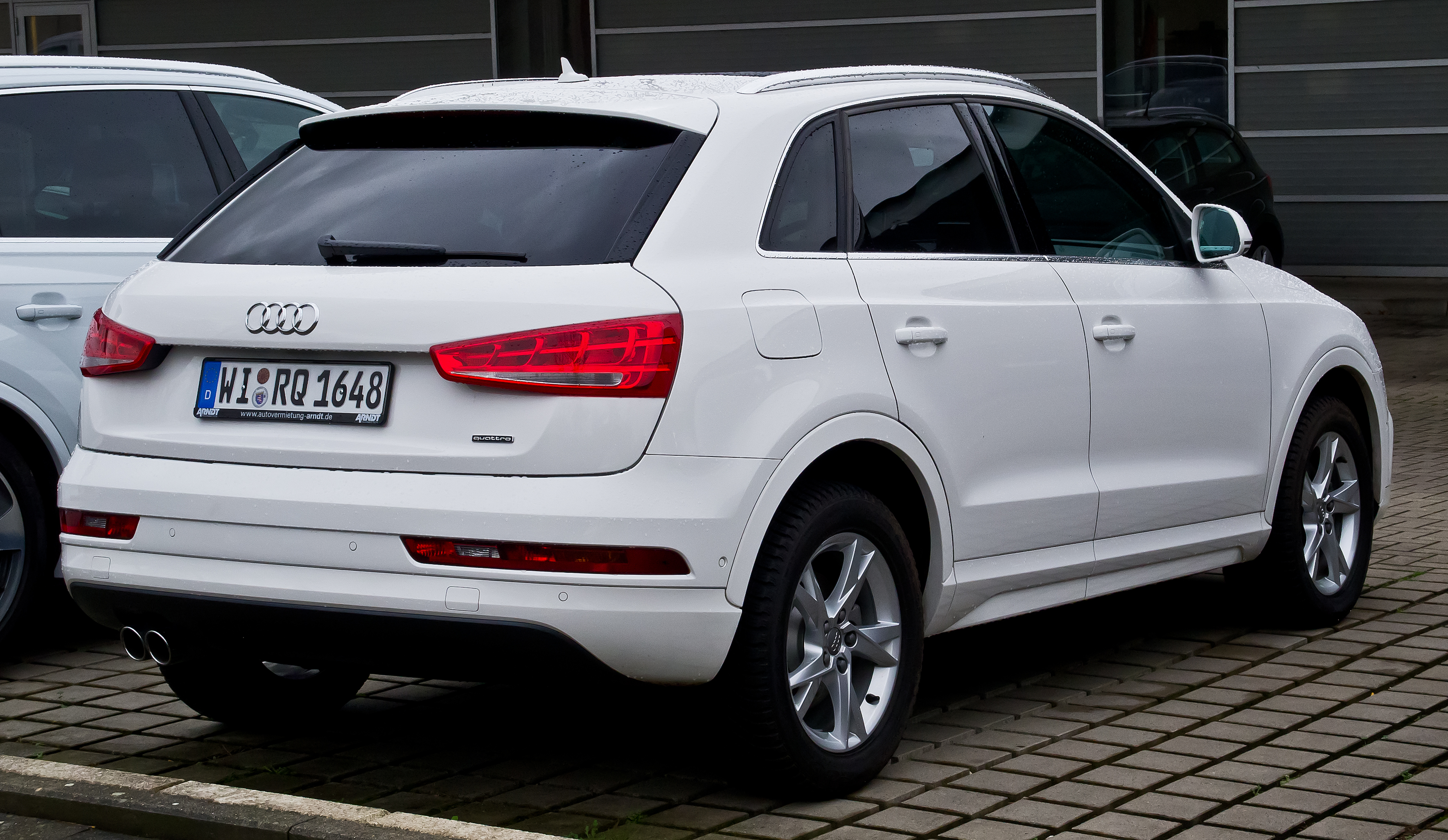
아우디 Q3(후기형) 후측면

## 2세대(F3)

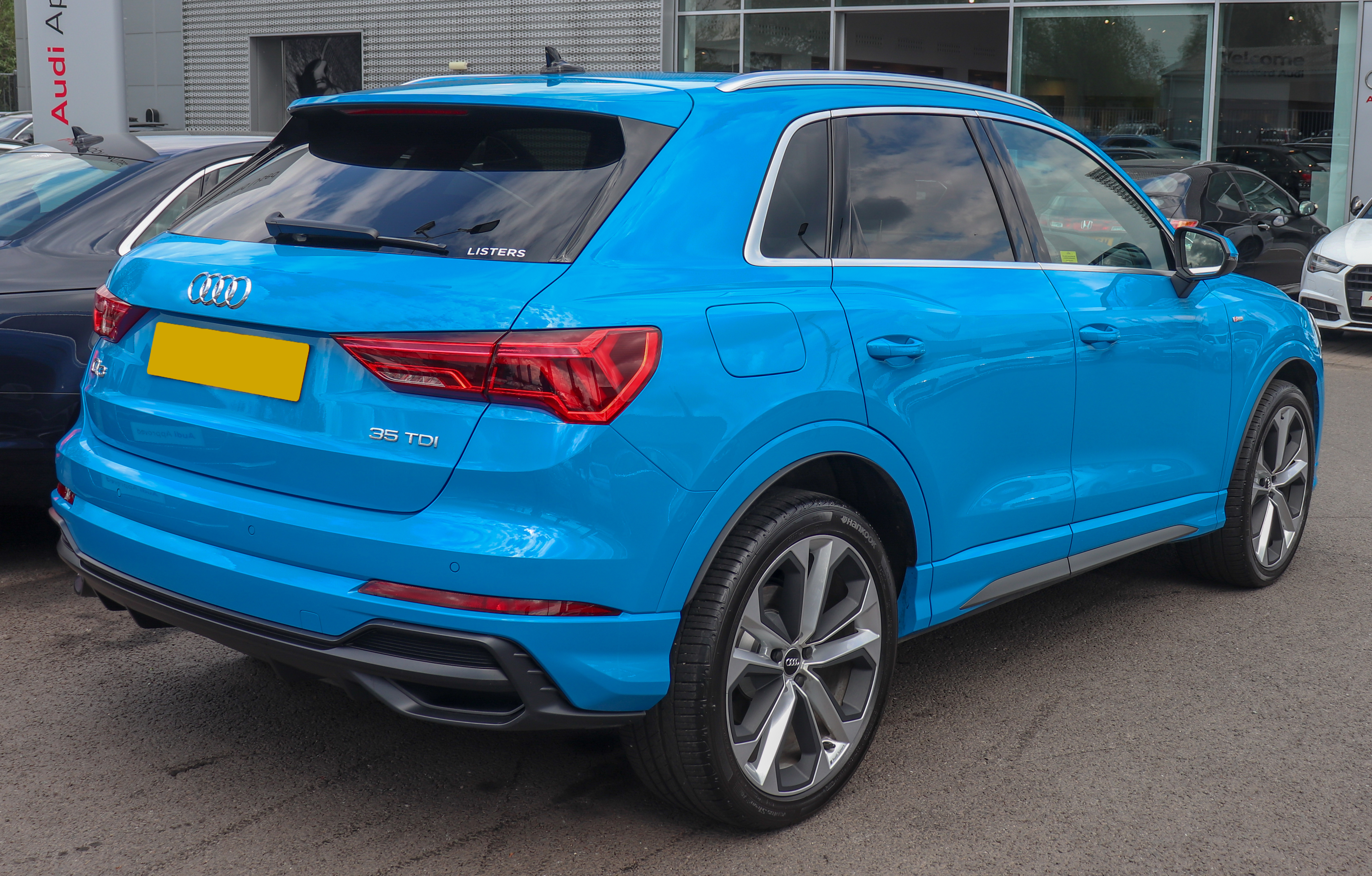
아우디 Q3 Line(전기형) 후측면

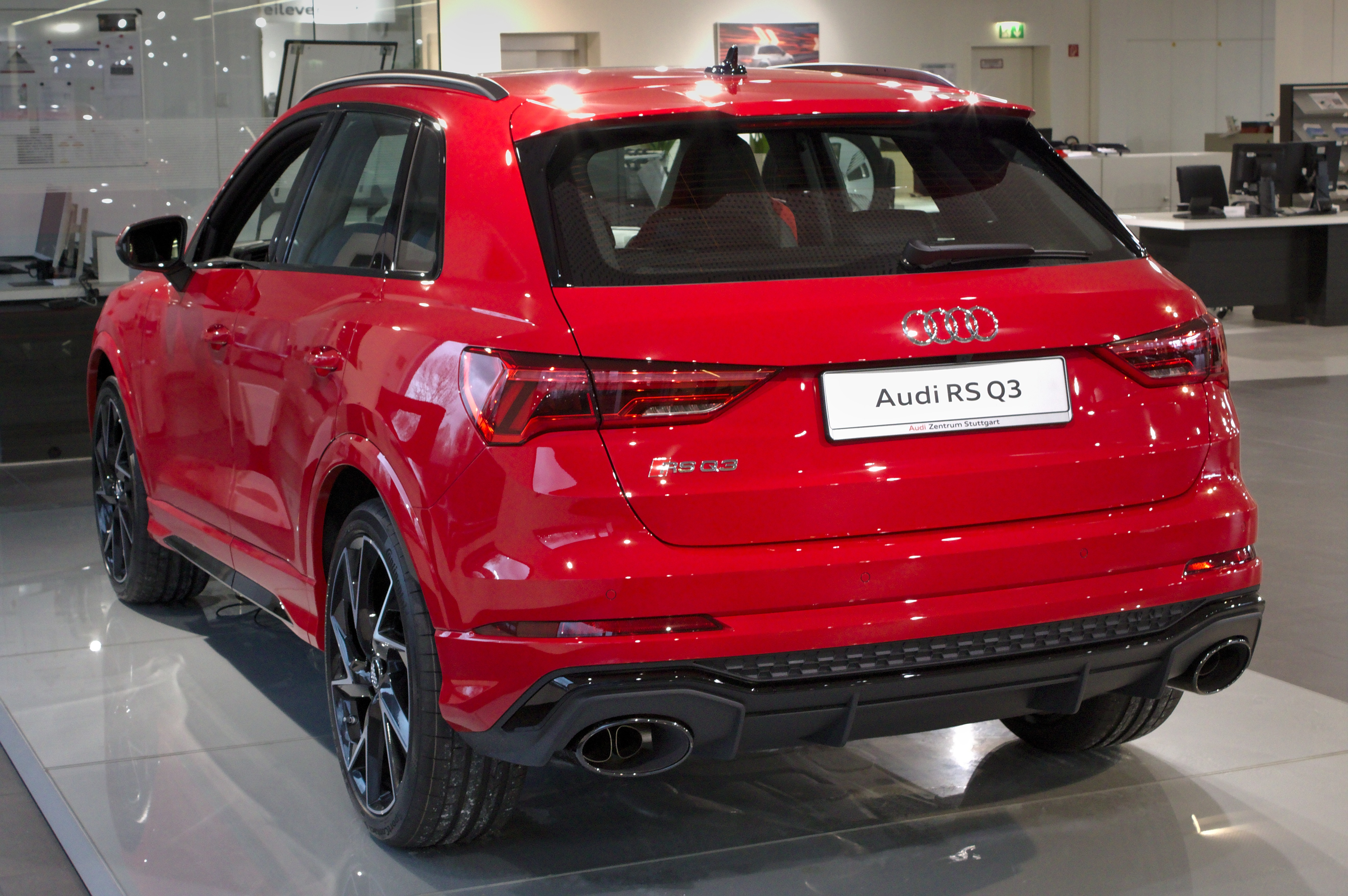
아우디 Q3 RS(전기형) 후측면

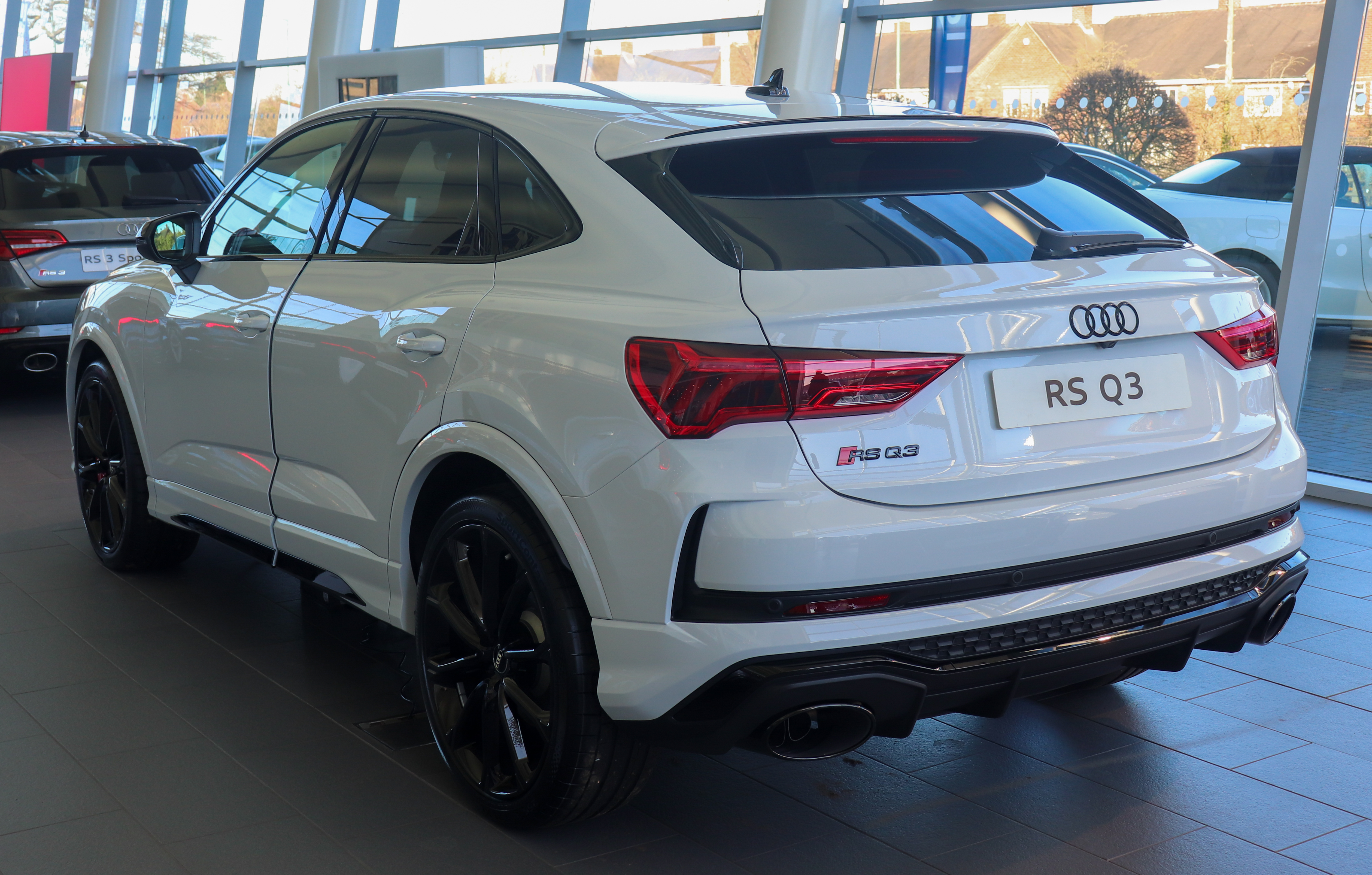
아우디 Q3 RS 스포트백(전기형) 후측면